# Фишер, Анна (художница)
Анна Фишер (англ. Anna Fisher; 1873—1942) — американская художница (акварель, масло), также педагог.

## Биография
Родилась в 1873 году в городе Колд-Брук, штат Нью-Йорк, в семье Джона и Рэйчел Фишер.
Училась в Нью-Йорке в Художественной школе Института Пратта в Бруклине, которую окончила в 1900 году. После этого преподавала в этом вузе в течение сорока лет. После ухода с преподавательской деятельности жила со своими братом Фрэнком и сестрой Кристиной в Колд-Бруке.
Анна Фишер была членом Американского общества акварелистов, Национальной академии дизайна, Общества художников Нью-Йорка (New York Society of Painters), Национального художественного клуба и Национальной ассоциации женщин-художников. Выставки её работ были представлены в 40 ежегодных выставках Национальной академии дизайна с 1904 по 1942 год.
Замужем художница не была. Умерла 18 марта 1942 года. Была похоронена на кладбище Prospect Cemetery в одноимённом местечке.
В этом же году Институт Пратта провел мемориальную выставку Анны Фишер.
Её работы находятся в коллекциях Художественной школы Института Пратта, Бруклинского музея, Национальной академии дизайна и Национального художественного клуба.

Некоторые работы
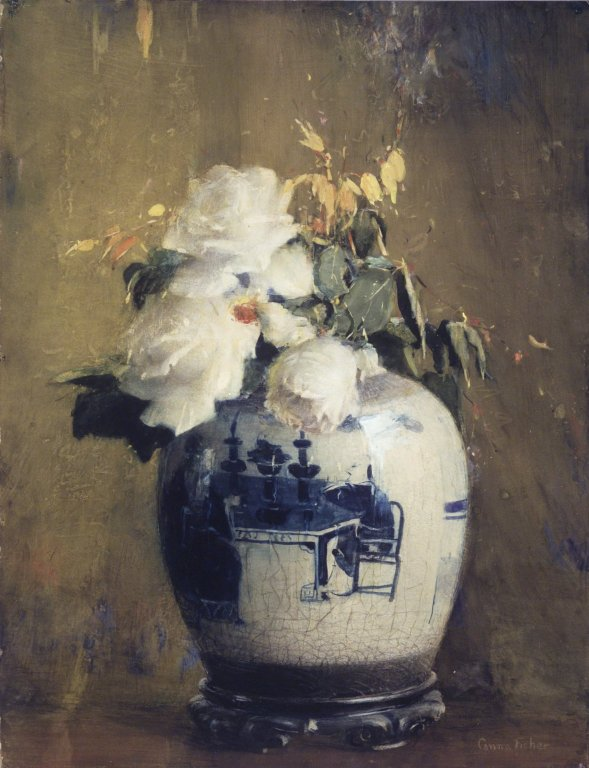
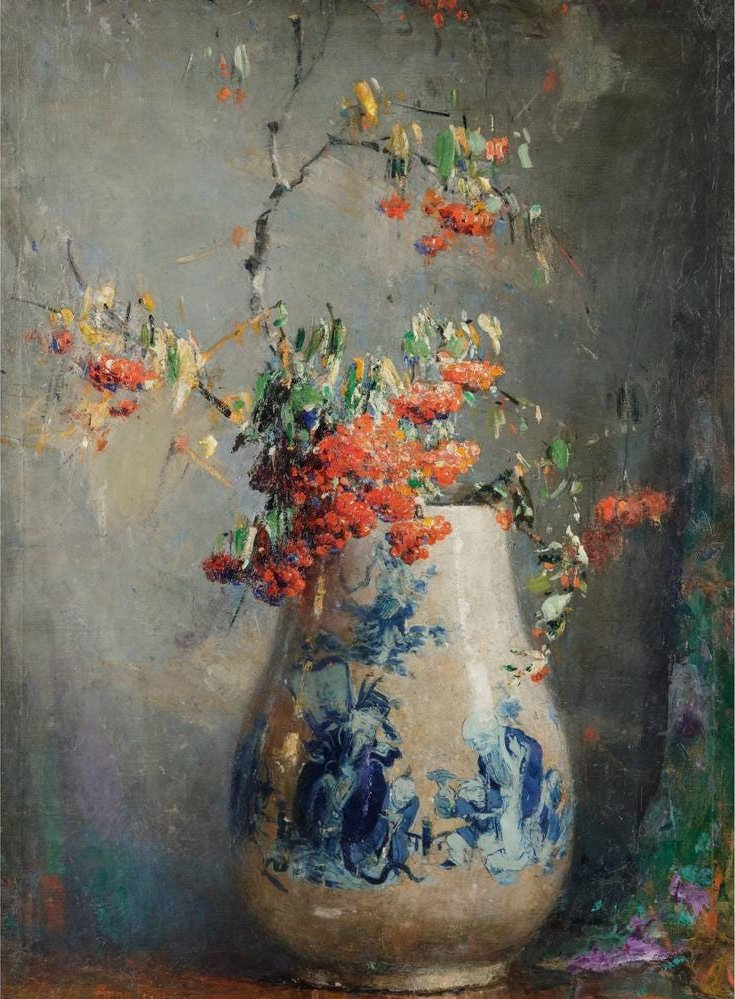
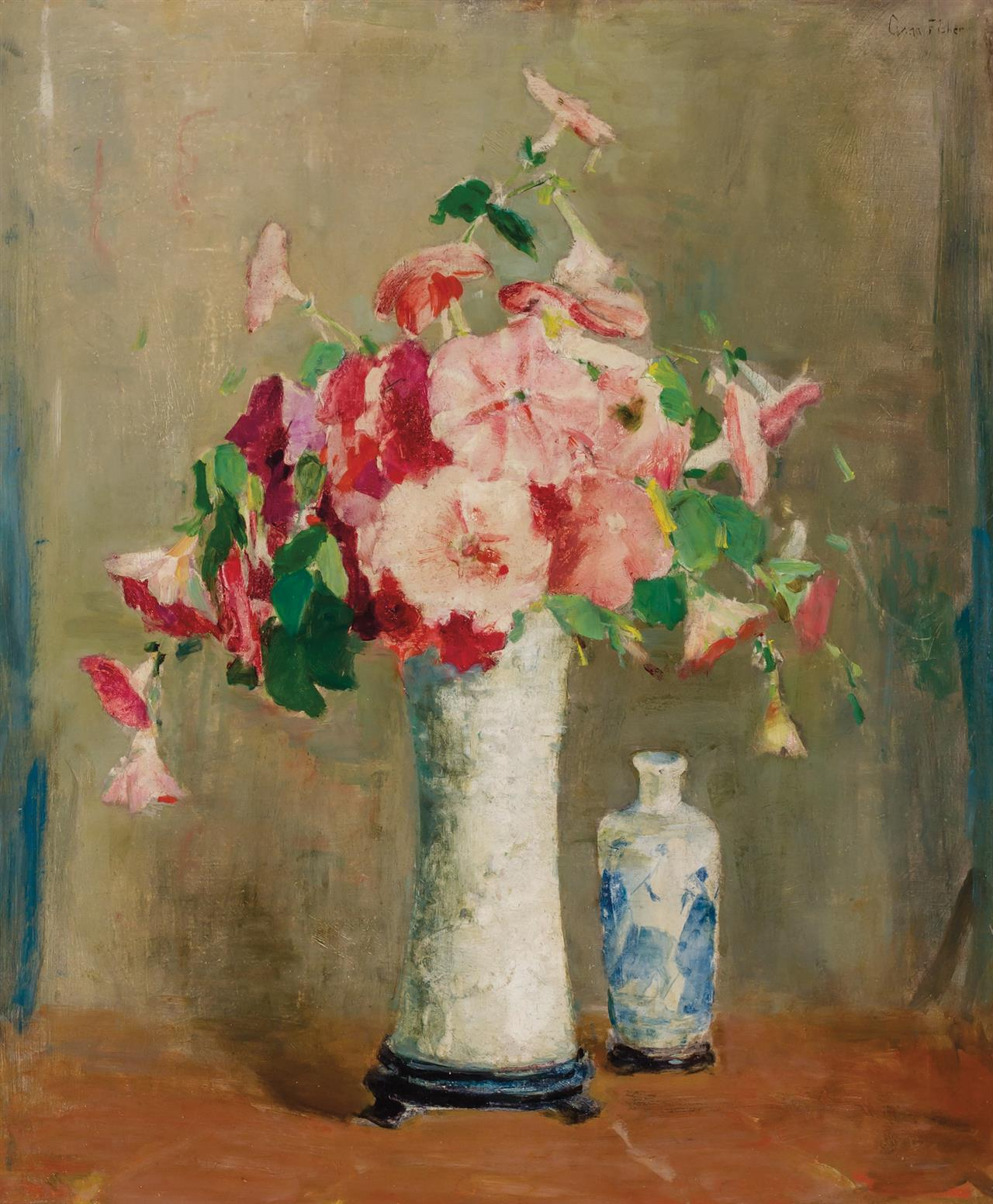